# 消費者信用
消費者信用（しょうひしゃしんよう）とは、消費者（個人）の収入等を勘案して行われる信用の供与、またはこれに基づいて行われるサービスである。
その起源は小売業者による掛売に求めることができる。

## 消費者信用の種類
消費者信用は、販売信用及び消費者金融に大別される。例えば、クレジットカードの場合は、前者がショッピングに、後者がキャッシングにそれぞれ相当する。
販売信用は信販会社が、消費者金融は貸金業者、機関保証は信用保証会社が、それぞれ事業を行う。

## 日本における消費者信用
販売信用は、戦後の耐久消費財の普及に大きな役割を果たしていく。
消費者金融は、戦後貸金業者のサービスとして社会に浸透していくが、一方でサラ金問題などが社会問題となった。

### 関連法
- 割賦販売法
- 貸金業法

### 消費者信用の業界誌
消費者信用の動向についての業界誌である「月刊消費者信用」が金融財政事情研究会から発行されている。